# Australia en los Juegos Olímpicos de Moscú 1980
Australia estuvo representada en los Juegos Olímpicos de Moscú 1980 por un total de 120 deportistas que compitieron en 17 deportes.  
Los portadores de la bandera en la ceremonia de apertura fueron el atleta Denise Robertson-Boyd y el nadador Max Metzker.

## Medallistas
El equipo olímpico australiano obtuvo las siguientes medallas:
| Nombre                                          | Deporte    | Competición         |
| ----------------------------------------------- | ---------- | ------------------- |
| Oro                                             |            |                     |
| Michelle Ford                                   | Natación   | 800 m libre F       |
| Neil Brooks Mark Kerry Peter Evans Mark Tonelli | Natación   | 4 × 100 m estilos M |
| Plata                                           |            |                     |
| Rick Mitchell                                   | Atletismo  | 400 m M             |
| John Sumegi                                     | Piragüismo | K1 500 m M          |
| Bronce                                          |            |                     |
| Graeme Brewer                                   | Natación   | 200 m libre M       |
| Max Metzker                                     | Natación   | 1500 m libre M      |
| Peter Evans                                     | Natación   | 100 espalda M       |
| Mark Kerry                                      | Natación   | 200 m espalda M     |
| Michelle Ford                                   | Natación   | 200 m mariposa F    |